# Z3 Max Schultz
Lo Z3 Max Schultz fu un cacciatorpediniere tedesco attivo durante la seconda guerra mondiale con la Kriegsmarine, la marina militare della Germania nazista. Appartenente alla classe Zerstörer 1934, allo scoppio del conflitto si trovava in riparazione per uno scontro accidentale avvenuto con una torpediniera, per cui non prese parte alla campagna di Polonia. Nel febbraio 1940 partecipò all'operazione Wikinger nel Mare del Nord, durante la quale, nel tentativo di soccorrere il cacciatorpediniere Leberecht Maass colpito da fuoco amico, urtò una mina navale britannica e affondò con tutto l'equipaggio.
L'imbarcazione venne così chiamata in onore del capitano di corvetta Max Schultz, comandante della 6ª flottiglia torpediniere ucciso in azione il 23 gennaio 1917.

## Caratteristiche tecniche
Il Leberecht Maass aveva una lunghezza totale di 119 m e una larghezza di 11,3 m, per un pescaggio massimo di 4,23 m. Il dislocamento massimo era di 3.156 t. I propulsori erano costituiti da due turbine a vapore Wagner in grado di generare un totale di 70.000 hp che davano alla nave la possibilità di navigare fino a 36 kn (66,67 km/h) di velocità. Il vapore per le turbine era generato da sei caldaie, anch'esse della Wagner, dotate di un congegno in grado di trasformare il vapore umido in vapore secco, necessario appunto per i motori a vapore. Le 752 tonnellate di carburante che poteva imbarcare gli garantivano un'autonomia di 8.100 km a 19 kn (35 km/h), ma l'instabilità dello scafo obbligava a mantenere una scorta minima pari al 30% del carburante massimo per evitare sbandamenti o rovesciamenti, sicché l'autonomia effettiva si riduceva a 2.830 km a 19 kn.
L'armamento consisteva in cinque cannoni 12,7 cm L/45 C/34 in torretta singola (due nella parte anteriore e due nella parte posteriore dello scafo, con il quinto pezzo installato sopra le cabine di poppa). La difesa antiaerea era possibile grazie a quattro cannoncini 3,7 cm L/83 C/30 binati posizionati a fianco del fumaiolo posteriore e a sei singoli cannoncini 2 cm C/30. Il Leberecht Maass trasportava altresì otto tubi lanciasiluri e quattro apparecchi per il lancio di bombe di profondità (posizionati ai lati della poppa) a cui si sommavano altri sei di questi apparecchi lungo le fiancate. Potevano essere trasportate un massimo di sessanta mine navali. Era presente anche un sistema di idrofoni passivi, denominati "GHG" (Gruppenhorchgerät), per la ricerca dei sommergibili nemici.
L'equipaggio era composto da dieci ufficiali e 315 uomini di truppa, più altri quattro ufficiali e diciannove membri della truppa nel caso il cacciatorpediniere fosse stato designato come nave ammiraglia di flottiglia.

## Impiego operativo
Il cacciatorpediniere Max Schultz venne ordinato il 7 luglio 1934. I lavori iniziarono il 2 gennaio 1935 nei cantieri Deutsche Werke di Kiel e terminarono l'8 aprile 1937, dopo il varo avvenuto il 30 novembre 1935. Primo comandante dell'unità fu il Korvettenkapitän (capitano di corvetta) Martin Balzer. Il 26 ottobre 1937 la nave venne assegnata alla 1ª divisione cacciatorpediniere. L'anno successivo, nell'aprile 1938, gettò l'ancora nel porto norvegese di Ulvik per una visita di cortesia assieme alle navi sorelle Z2 Georg Thiele e Z4 Richard Beitzen. Al ritorno da questo viaggio l'equipaggio diresse verso i cantieri di Kiel per modifiche alla prua, resesi necessarie una volta constatata la grande mole d'acqua che affluiva nel ponte in mare aperto. I lavori terminarono in tempo per permettere al Max Schultz di partecipare in agosto a una parata e alle successive esercitazioni della flotta. Nel frattempo, il 25 ottobre 1938 il capitano Balzer aveva lasciato il posto al parigrado (poi Fregattenkapitän, capitano di fregata) Trampedach, che rimase al comando fino all'affondamento della nave. A dicembre, assieme agli altri cacciatorpediniere della sua classe (Z1 Leberecht Maass, Z2 Georg Thiele e Z4 Richard Beitzen), salpò per l'Islanda per testare la navigazione con la nuova prua nell'oceano Atlantico. Il 23 e il 24 marzo 1939 fu tra le navi che scortarono l'incrociatore pesante Deutschland, dove era imbarcato Adolf Hitler in persona per sbarcare a Memel, in Lituania. L'attività proseguì quindi in primavera con esercitazioni nel mar Mediterraneo occidentale, cogliendo l'occasione per sostare in diversi porti spagnoli e marocchini.
Il 27 agosto 1939 la nave entrò accidentalmente in collisione con la torpediniera Tiger vicino Bornholm. Il Tiger riportò due morti e sei feriti mentre il Max Schultz non ebbe nessuna vittima, tuttavia dovette essere rimorchiato dallo Z2 Georg Thiele a causa dei gravi danni riportati alla prua. Due rimorchiatori arrivati poco dopo portarono quindi la nave a Swinemünde, dove rimase fino a settembre perdendo così l'occasione di partecipare alla campagna di Polonia.
Una volta tornato operativo il cacciatorpediniere Max Schultz pattugliò per tutto ottobre le acque dello Skagerrak. Il 28 di questo mese accadde un altro incidente: una delle turbine esplose e la nave rimase impossibilitata a fare qualsiasi manovra. I tentativi di rimorchiarla fallirono, ma l'equipaggio riuscì a ripristinare i motori e la nave poté arrivare a Kiel senza ulteriori problemi. Il 9 e il 10 febbraio del 1940 il Max Schultz fu tra le navi che minarono un tratto di mare al largo di Harwich, causando affondamenti al naviglio Alleato per un totale di 28,496 tonnellate di stazza.
L'ultimo viaggio del cacciatorpediniere tedesco iniziò il 22 febbraio, accompagnato da altre cinque navi della sua stessa classe: lo Z1 Leberecht Maass, lo Z4 Richard Beitzen, lo Z6 Theodor Riedel, lo Z13 Erich Koellner e lo Z16 Friedrich Eckoldt; insieme, le sei navi salparono verso il Dogger Bank per portare a termine l'operazione Wikinger. Durante la navigazione il Leberecht Maass fu erroneamente colpito e affondato dalle bombe sganciate da un Heinkel He 111 del Kampfgeschwader 26 (26º stormo da bombardamento), e il Max Schultz venne dirottato sul posto per recuperare gli eventuali naufraghi. Durante queste operazioni, tuttavia, il Max Schultz urtò una mina navale britannica e colò a picco con tutto l'equipaggio di 308 marinai. Hitler ordinò l'apertura di una commissione per indagare sulle cause della perdita delle due navi, e le conclusioni furono che entrambe affondarono per opera del bombardiere tedesco, complice del fatto che la Kriegsmarine non aveva informato l'aeronautica delle manovre che stava conducendo in mare.
Dopo la guerra venne avanzata l'ipotesi che, oltre al Max Schultz, anche il Leberecht Maass avesse, in precedenza, colpito un campo minato steso dai cacciatorpediniere britannici Ivanhoe e Intrepid.